# Libystica
Libystica là một chi bướm đêm thuộc họ Noctuidae.